# John Williamson (basket-ball, 1951)
Pour les articles homonymes, voir John Williamson (homonymie) et Williamson.
John Williamson, né le 10 novembre 1951, à New Haven, dans le Connecticut et décédé le 30 novembre 1996, à New Haven, est un ancien joueur américain de basket-ball. Il évolue durant sa carrière au poste d'arrière. Son maillot a été retiré par les Nets de Brooklyn.

## Palmarès
- Champion ABA 1974, 1976
- ABA All-Rookie First Team 1974